# Charles Harmon
Charles Harmon (1832 - † onbekend) was een Liberiaans staatsman. Hij was vicepresident van Liberia van 3 januari 1876 tot 7 januari 1878.

## Biografie
Charles Harmon werd in 1832 geboren en was een zendeling en eigenaar van een suikerrietplantage in Cape Palmas, Maryland County. Onder president James Spriggs Payne was hij van 3 januari 1876 tot 7 januari 1878 vicepresident van Liberia. Net als de president behoorde Harmon tot de Republican Party.